# Orthopelma simile
Orthopelma simile är en stekelart som beskrevs av Kusigemati 1974. Orthopelma simile ingår i släktet Orthopelma och familjen brokparasitsteklar. Inga underarter finns listade i Catalogue of Life.